# Babak Jalali

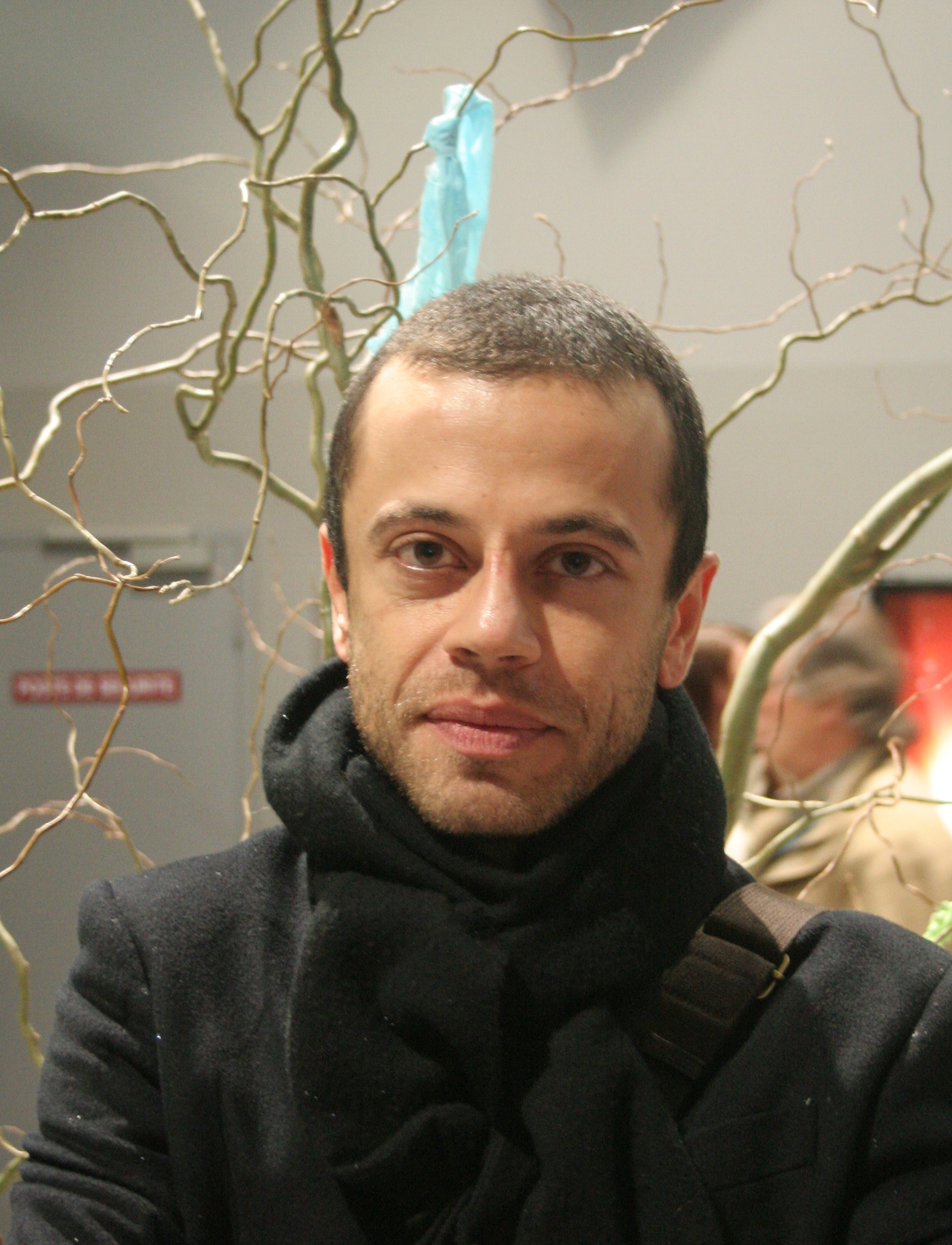
Babak Jalali (2010)

Babak Jalali (* 8. September 1978 in Gorgan; persisch بابک جلالی) ist ein iranischer, in London lebender Drehbuchautor und Filmregisseur. 

## Leben
Babak Jalali wurde 1978 in Gorgan im Nordiran geboren und lebt seit 1986 überwiegend in London. Er hat einen Master-Abschluss in Politik der University of London sowie ein Diplom der London Film School. Sein Abschlussfilm Heydar, yek Afghani dar Tehran (auch Heydar, an Afghan in Teheran) erzählt die Geschichte eines jungen Afghanen, der für einen reichen Iraner arbeitet und seine Freizeit damit verbringt, Englisch zu lernen, um als Übersetzer in Afghanistan zu arbeiten. Der Film wurde bei den British Academy Film Awards 2006 als bester Kurzfilm nominiert.
Sein Spielfilmdebüt Frontier Blues feierte 2009 im Wettbewerb des Filmfestivals in Locarno seine Premiere. Sein zweiter Spielfilm Radio Dreams gewann 2016 den Tiger Award beim Rotterdam International Film Festival. Sein dritter Spielfilm Land wurde im Februar 2018 bei den Internationalen Filmfestspielen in Berlin erstmals gezeigt. Sein vierter Spielfilm Fremont, für den er gemeinsam mit Carolina Cavalli auch das Drehbuch schrieb, feierte im Januar 2023 beim Sundance Film Festival seine Premiere und wurde im März 2023 beim South by Southwest Film Festival gezeigt.
Bei Simon Killer von Antonio Campos und Amanda von Carolina Cavalli, beide Freunde von ihm, war Jalali als Filmeditor tätig.

## Filmografie
- 2005: Heydar, yek Afghani dar Tehran (Kurzfilm)
- 2009: Frontier Blues
- 2016: Radio Dreams
- 2018: Land
- 2023: Fremont

## Auszeichnungen
British Academy Film Award
- 2006: Nominierung als Bester Kurzfilm (Heydar, yek Afghani dar Tehran)

British Independent Film Award
- 2023: Nominierung als Bester internationaler Independent-Film (Fremont)

Internationales Filmfestival Karlovy Vary
- 2023: Auszeichnung für die Beste Regie im Wettbewerb (Fremont)

Rotterdam International Film Festival
- 2016: Auszeichnung mit dem Tiger Award (Radio Dreams)

Sundance Film Festival
- 2023: Nominierung für den NEXT Innovator Award (Fremont)[4]